# Perfil IPN

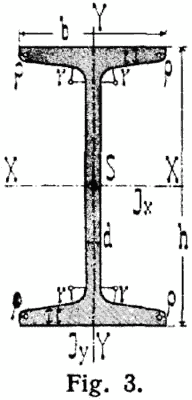
Sección transversal de un perfil IPN.

Un perfil IPN es un tipo de producto laminado cuya sección tiene forma de doble T también llamado I y con el espesor denominado normal.
Las caras exteriores de las alas son perpendiculares al alma, y las interiores presentan una inclinación del 14% respecto a las exteriores, por lo que las alas tienen un espesor decreciente hacia los bordes. Las uniones entre las caras del alma y las caras interiores de las alas son redondeadas. Además, las alas tienen el borde con arista exterior viva e interior redondeada.

## Enlaces
[ Tablas de perfiles IPN]
https://www.construmatica.com/construpedia/Archivo:Perfiles_IPN_Tabla.JPG
- Datos: Q3400767